# Вайт (округ, Джорджія)
Шаблон:StateAbbr_ 34°41′00″ пн. ш. 83°45′00″ зх. д. / 34.683333333333° пн. ш. 83.75° зх. д.
Округ  Вайт (англ. White County) — округ (графство) у штаті  Джорджія, США. Ідентифікатор округу 13311.

## Історія
Округ утворений 1857 року.

## Демографія
За даними перепису 
2000 року 
загальне населення округу становило 19944 осіб, усе сільське.
Серед мешканців округу чоловіків було 9880, а жінок — 10064. В окрузі було 7731 домогосподарство, 5784 родин, які мешкали в 9454 будинках.
Середній розмір родини становив 2,91.
Віковий розподіл населення поданий у таблиці:
| Стать    | До 15 років | 15-21 | 22-29 | 30-39 | 40-49 | 50-65 | 65-85 | Понад 85 |
| -------- | ----------- | ----- | ----- | ----- | ----- | ----- | ----- | -------- |
| Чоловіки | 2046        | 1021  | 979   | 1405  | 1421  | 1724  | 1208  | 76       |
| Жінки    | 1850        | 905   | 891   | 1415  | 1459  | 1926  | 1436  | 182      |

## Суміжні округи
- Таунс - північ
- Гейбершем - схід
- Голл - південь
- Лампкін - захід
- Юніон - північний захід

## Виноски
1. ↑  U.S. Decennial Census. United States Census Bureau. Архів оригіналу за 19 липня 2018. Процитовано 27 червня 2014.
2. ↑  Historical Census Browser. University of Virginia Library. Архів оригіналу за 11 серпня 2012. Процитовано 27 червня 2014.
3. ↑  Population of Counties by Decennial Census: 1900 to 1990. United States Census Bureau. Архів оригіналу за 2 лютого 2019. Процитовано 27 червня 2014.
4. ↑  Census 2000 PHC-T-4. Ranking Tables for Counties: 1990 and 2000 (PDF). United States Census Bureau. Архів оригіналу (PDF) за 18 грудня 2014. Процитовано 27 червня 2014.
5. ↑  State & County QuickFacts. United States Census Bureau. Архів оригіналу за 22 липня 2011. Процитовано 18 лютого 2014.(англ.) Наведено за англійською вікіпедією.
6. ↑  American FactFinder. Бюро перепису населення США. Архів оригіналу за 26 лютого 2012. Процитовано 31 січня 2008.

| США | Це незавершена стаття з географії США. Ви можете допомогти проєкту, виправивши або дописавши її. |